# 全インド・ムスリム連盟
全インド・ムスリム連盟（英: All-India Muslim League）は、インドの政党。回教徒連盟とも称される。アーガー・ハーン3世が設立に関わった。後にインド国民会議と対立しパキスタンを建国、ムスリム連盟に改称して一党独裁体制を敷き、1958年のクーデターで活動を停止するも一部はパキスタン・ムスリム連盟を結成することとなった。

## 歴史

### 連盟の創設
20世紀初頭、インド国民会議は勢力を伸張させ反英運動を展開していたが、イギリスはそれに対抗し1905年ベンガル分割令を出した。この法令はベンガル地方を、ヒンドゥー教徒の多く住む西ベンガルとイスラム教徒の多く住む東ベンガルに分割し、イギリスへの民族運動を宗教運動へ転嫁させることを目的としていた。インド国民会議は、当時多数派であったヒンドゥー教徒が、この法令によって東ベンガルでは少数派になってしまうことを憂慮し、さらに反英運動を激昂させた。対してムスリムは今まで少数派であったのが、東ベンガル内では多数派になることができるので、親英に一気に傾いた。イギリスはこの機に、確固たる親英組織をインド国内に作ることを模索し、1906年アーガー・ハーン3世を総裁としてインド・ムスリム連盟が結成された。
翌年には、ダッカで三大綱領が採択された。その内容はイギリスへの忠誠、ムスリムの利益の保護、目的に沿う他教徒との提携というものであった。

### 親英から反英へ
この後三大綱領に沿った連盟の運営が数年間行われたが、1911年ティラクらインド国民会議の人々による激しい反対運動によりベンガル分割令が撤回されてしまったことで、状況は一変した。東ベンガル州での数的優位が崩れてしまうからである。これにより連盟とイギリスの関係は悪化したが、第一次世界大戦が始まるとイギリスはインドに対して、兵員を送る見返りに独立を承認したので、沈静化したかに見えた。だが戦中にイギリスがイスラム教国家オスマン帝国と開戦したことに対して今までの不満が爆発し、綱領のイギリスへの忠誠は取り除かれ、代わりに自治政府の樹立を目標に掲げた。指導者も、アリー兄弟や、M.ジンナー、アーザードらの急進的な若手世代へと移った。1916年には、インドの自治達成のために国民会議とラクナウ協定を結び、「全インド自治同盟」（Indian Home Rule Movement）を設立して、共同憲法草案の作成や分離選挙制などにおいて協調することとなった。

### パキスタン独立
第一次世界大戦後、インドの民族運動は大きな連帯となり、ガンジーらの活躍もあり、1937年に州自治が実施されたが、政策の違いから国民会議との対立が深まった。そして1940年のラホール大会において、ついにインド亜大陸のムスリムの多い地域は、パキスタンとしてインドから分離する案を決議した。その後のマウントバッテン裁定によりこの案は認められ、1947年インドとパキスタンは別れて独立した。

### 党勢の衰退から改変へ
パキスタンが独立すると連盟は一党独裁体制を敷き、反対する者を次々と粛清していったため、国民の支持は急速に後退していった。さらに連盟の有力政治家の多くがムハージル（分離独立直前にインドから移民してきた人々）だったことや、強力なリーダーシップのあったジンナーが1948年に病死したこと、1951年にその後継者のリヤーカト・アリー・カーン初代首相が暗殺されたことなど多くの不安定要素が重なり、党勢は衰退していった。政情不安の最中、1958年に軍によるクーデターが発生し、党はその機能を停止し、4年後の1962年、合法選挙のもとパキスタン・ムスリム連盟として政界に復帰した。